# Sigi Innauer
Siegfried Albert „Sigi“ Innauer (* 1957 in Bezau, Vorarlberg) ist ein ehemaliger österreichischer Freestyle-Skier und Gastronom. Er war auf die Buckelpisten-Disziplin Moguls spezialisiert und gewann als erster Österreicher zwei Rennen im Weltcup. Anschließend an seine sportliche Laufbahn führte er mehrere Szenelokale im Bregenzerwald und im Rheintal. Sein jüngerer Bruder ist der Skispringer Toni Innauer.

## Biografie

### Sportliche Laufbahn
Sigi Innauer wuchs gemeinsam mit seinem um ein Jahr jüngeren Bruder Toni in Bezau im Bregenzerwald auf. Im Alter von sieben Jahren bestritt er sein erstes Skirennen, wurde als Schüler und Jugendlicher vielfacher Vorarlberger Landesmeister und belegte im Jugendbereich zwei dritte Plätze bei österreichischen Staatsmeisterschaften. Eine Ausbildung am Schigymnasium Stams brach er 1972 verletzungsbedingt ab und absolvierte stattdessen eine Kochlehre in einem Bezauer Hotel.
Während er sich zum Skilehrer ausbilden ließ, entdeckte er das Trickskifahren, insbesondere die Buckelpiste, für sich. In der jungen Disziplin wurde er österreichischer Meister und 1980 Europameister. Im selben Jahr startete er im neu geschaffenen Freestyle-Skiing-Weltcup und feierte auf Anhieb zwei Siege. Anfang März setzte er sich am Oberjoch gegen Nano Pourtier und Bill Keenan durch, vier Wochen später gewann er auch in Whistler. Dank eines zusätzlichen vierten Ranges belegte er in der Disziplinenwertung hinter Gesamtsieger Greg Athans und Keenan Rang drei. In der folgenden Saison fuhr er nebenbei auch die Europatour der Schiprofis im Parallelslalom, im Freestyle nahm er noch an acht Weltcup-Rennen teil, konnte aber nicht ganz an seine früheren Erfolge anknüpfen. Beste Ergebnisse blieben ein vierter Platz am Mount Norquay sowie zwei fünfte Plätze in Livigno und Tignes, was am Ende Disziplinenrang sieben bedeutete. Nach 1981 war Innauer nur noch auf der Profi-Tour aktiv. Auf Empfehlung eines Kollegen erhielt er ein einmaliges Engagement als Stunt-Double von Roger Moore. In der von Willy Bogner inszenierten Eröffnungsszene des Films James Bond 007 – Im Angesicht des Todes, in der Bond von KGB-Agenten verfolgt wird, ist Innauer als skifahrender Bond zu sehen.

### Weitere Karriere

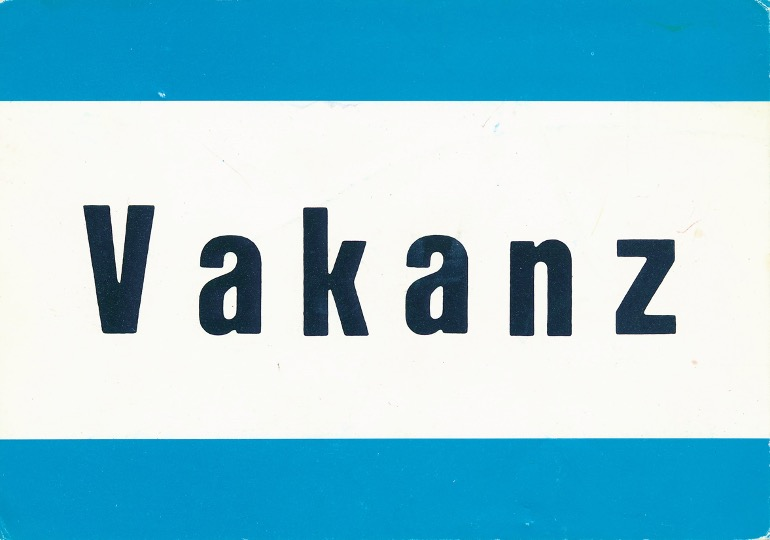
Logo der Vakanz (1985–1991)

Im August 1985 – wenige Monate nach seinem Karriereende als Skisportler – eröffnete Sigi Innauer gemeinsam mit seiner Frau Clara im Bezauer Nachbarort Reuthe das Nachtlokal Vakanz. Die Bar, die Innauer rückblickend als „Atelier der jungen Wilden“ bezeichnete, entwickelte sich zu einem länderübergreifenden Szenetreff und bot aufstrebenden Bands und Musikern von Punk bis Jazz Auftrittsmöglichkeiten. Zu der Verbindung von Musik und Barkultur hatte sich der Gastronom von der US-Clubszene der frühen 1980er Jahre inspirieren lassen. Das Lokal sorgte dank seiner Nonkonformität für Kontroversen und brachte Innauer in Vorarlberg viel mediale Aufmerksamkeit ein.
Nach Schließung der Vakanz im Jänner 1991 renovierte Innauer eine marode Diskothek in Röthis und eröffnete sie als Kiew neu. Der rund 1100 Besucher fassende Club bestand bis Herbst 1996 und wurde durch Live-Konzerte zahlreicher internationaler Stars bekannt. Unter anderem traten Falco, Johnny Guitar Watson, die Leningrad Cowboys, Rammstein und die Stereo MCs dort auf. 1997 eröffnete Innauer in der Tiefgarage des Dornbirner Einkaufszentrums Stadtmarkt den nach sich selbst benannten ersten House-Club Vorarlbergs. 2009 eröffnete er das INNAUER Restaurant Bar in der ehemaligen Dornbirner Naturschau und belebte vier Jahre später mit einem angeschlossenen kleinen Club den Namen Vakanz wieder. Nachdem er im Herbst 2021 einen Schlaganfall, der aber ohne Folgen blieb, erlitten hatte, ging er im folgenden Jahr in den Ruhestand.
Sigi Innauer ist Vater von vier Kindern. Er hat zwei Söhne aus erster Ehe sowie einen Sohn und eine Tochter aus einer neuen Beziehung.

## Erfolge

### Weltcupwertungen
| Saison | Gesamt | Gesamt | Moguls | Moguls |
| Saison | Platz  | Punkte | Platz  | Punkte |
| ------ | ------ | ------ | ------ | ------ |
| 1980   | 25.    | 72     | 3.     | 72     |
| 1981   | 29.    | 107    | 7.     | 107    |

### Weltcupsiege
Innauer errang im Weltcup 2 Siege:
| Datum         | Ort      | Land        | Disziplin |
| ------------- | -------- | ----------- | --------- |
| 1. März 1980  | Oberjoch | Deutschland | Moguls    |
| 28. März 1980 | Whistler | Kanada      | Moguls    |

### Weitere Erfolge
- Gold bei den Europameisterschaften 1980
- 1 österreichischer Meistertitel (Buckelpiste)